# Samar Yazbek
Samar Yazbek (arabiska: سمر يزبك), född den 18 augusti 1970 i Jabla, Syrien, är en syrisk författare och journalist.

## Biografi
Yazbek har publicerat två diktsamlingar och tre romaner, och skriver även manus för tv. Hon var en av de 39 arabiska författare under 40 år som valdes ut till antologin Beirut 39, huvudprojektet när Beirut var Unescos bokhuvudstad 2009. Hennes manus till filmen Low Skies belönades med förstapriset vid en FN-arrangerad tävling för tv-manus. 2012 tilldelades hon Tucholskypriset för A Woman in the Crossfire, en rapport från Syriska inbördeskriget.
När hennes roman En mörk strimma av ljus utkom på svenska fick Marie Anells översättning priset för Årets översättning 2013.